# Greatest Hits (Blink-182-album)
A Greatest Hits a Blink-182 legutolsó, válogatásalbuma. 2005-ben adták ki, az együttes 17 legjobb száma van rajta. A legtöbb szám az albumon a többi nagylemezről átvett sláger, amelyekből klipet is forgattak. Viszont az utolsó két szám (Not Now /Another Girl, Another Planet) teljesen új, nincs fönt egyetlen másik nagylemezükön sem.

## Számlista
1. Carousel
2. M&M's
3. Dammit
4. Josie
5. What's My Age Again
6. All the Small Things
7. Adam's Song
8. Man Overboard (live)
9. The Rock Show
10. First Date
11. Stay Together for the Kids
12. Feelin' This
13. Miss You
14. Down
15. Always
16. Not Now
17. Another Girl, Another Planet